# 카를 자무엘 폰 노트베크

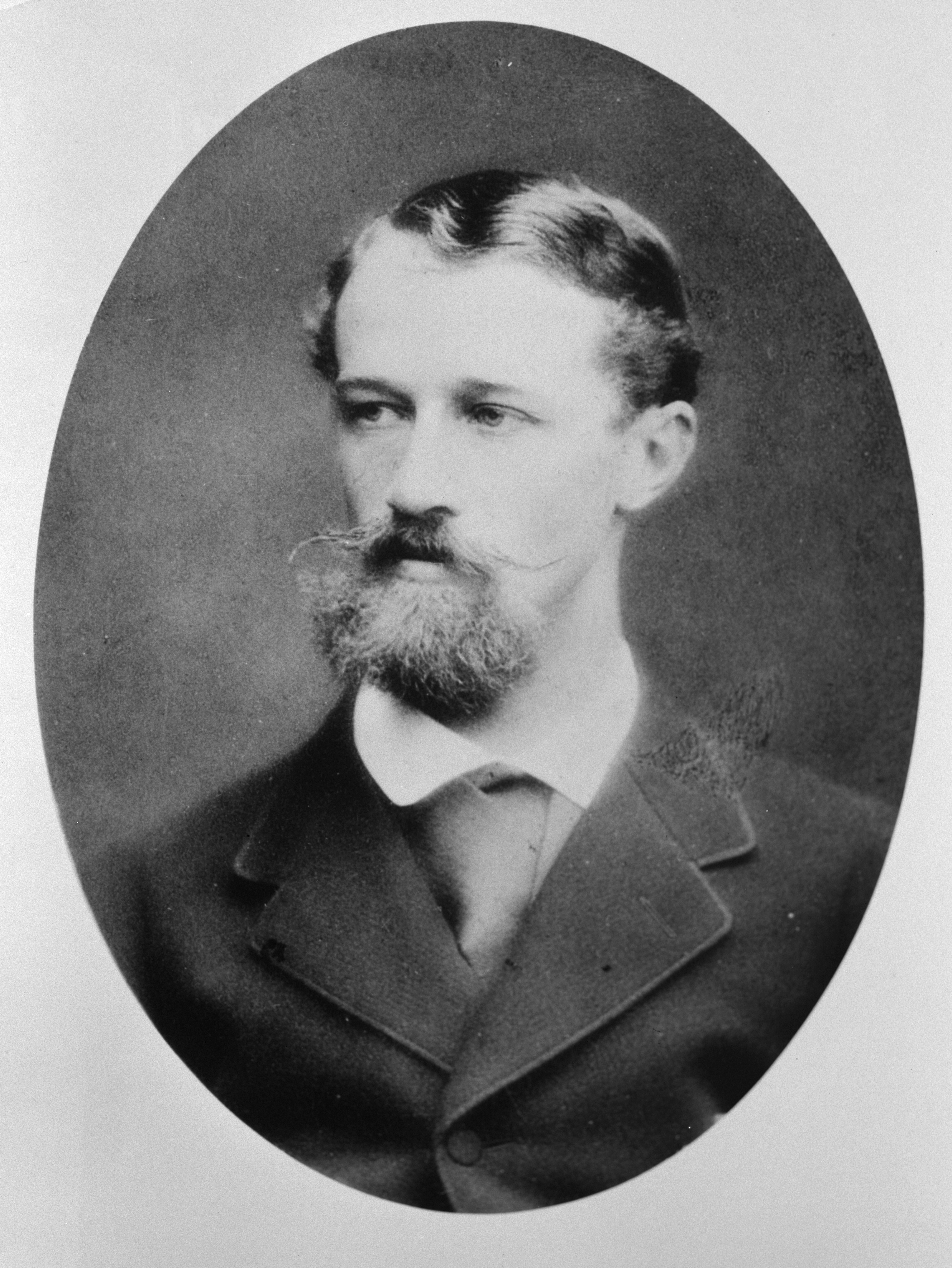

카를 자무엘 폰 노트베크(독일어: Carl Samuel von Nottbeck: 1848년 3월 19일-1904년 11월 11일)는 핀란드의 공학자, 기업인이다.
발트 독일인 가문인 폰 노트베크가 출신으로, 빌헬름 폰 노트베크와 마리 엘리제 콘스탄체 폰 멩덴 백작부인 사이에 태어났다. 타르투에서 학교를 다니고 취리히 공과대학교 기계공학과를 졸업했다. 1870년대에 미국에 건너가 토머스 에디슨의 회사에서 일했다. 1881년 핀란드로 귀국한 폰 노트베크는 헝가리계 공학자 이슈트반 폰 표도르와 함께 에디슨의 전구를 설계했고, 1882년 3월 15일 핀레이슨 공장에 전구 150개를 설치하여 핀란드 최초의 전기불을 밝혔다.
이후 폰 노트베크는 상트페테르부르크의 에디슨 공장에서 일하다 1880년대 말 프랑스 파리로 이주해 거기서 죽었다.

## 참고 자료
- Esa Hakalan Musiikkia muun muassa-blogi 11.4.2013 : Von Nottbeck-suvusta
- Heidi Lehtimäki : Sähkövalo Finlaysonille, Koskesta voimaa-sivusto
- Dödsfall. Hufvudstadsbladet, 14.11.1904, nro 310, s. 2. Kansalliskirjasto Viitattu 30.03.2018.